# انلو (پنسیلوانیا)
انلو (به انگلیسی: Enlow) یک منطقهٔ مسکونی در ایالات متحده آمریکا است که در شهرستان الگینی، پنسیلوانیا واقع شده‌است. انلو ۱٬۰۱۳ نفر جمعیت دارد.